# Ligue des scouts espérantophones
Pour les articles homonymes, voir SEL.
La Ligue des scouts espérantophones (en espéranto : Skolta Esperanto-Ligo ou SEL, mot-à-mot : Ligue des scouts espérantophones) est l'association internationale des scouts espérantophones.

## Baden Powell et l'espéranto
Le troisième congrès mondial d'espéranto s’est tenu en 1907 à Cambridge. Il est donc vraisemblable que Baden-Powell en ait eu des échos. Après le premier camp scout qui a justement eu lieu en 1907, Baden-Powell était en train d’écrire un ouvrage qui sera appelé Scouting for boys et qui traite de la manière dont le "Scouting" pouvait être adapté à la jeunesse. Cet ouvrage parut sous forme de 6 petites brochures, éditées toutes les deux semaines. La première de la série est parue le 15 janvier 1908 et la série a eu tellement de succès qu'en mai de la même année, l'ensemble fut édité sous forme d'un livre relié.
Dans le troisième cahier de la série, Baden-Powell conseilla aux scouts le recours à la langue internationale espéranto comme « langue secrète de la patrouille ». Le passage en question ne disparut dans aucune édition ultérieure. Voilà ce que l'on pouvait lire à la page 202 de Scouting for boys dans la version originale :
| original (anglais) | traduction (français) |
| --- | --- |
| Also if you want to use a secret language in your patrol, you should all set to work to learn ”esperanto“. It is not difficult, and is taught in a little book costing one penny. This language is being used in all countries so that you would be able to get on it abroad now. | Si vous souhaitez pour votre patrouille un langage secret, apprenez l'espéranto. Ce n'est pas difficile et le livre d'étude coûte 10 centimes. On utilise cette langue dans tous les pays : vous pourrez par son intermédiaire vous débrouiller à l'étranger. |

Le fait que Baden-Powell ait mentionné l'espéranto dans Scouting for boys est quelque chose de très intéressant. Il y a lieu de penser que Baden-Powell tenait l’espéranto en estime et qu’il en avait parlé avec son épouse, Mme Olave Baden-Powell. En effet, après sa mort, bien plus tard, en 1950, dans une lettre à Mme Dr Lydia DeVilbis, elle écrivit : « J’ai déjà souvent pensé que ce serait magnifique si Madame Roosevelt pouvait convaincre les États-Unis de faire accepter l’espéranto dans le monde entier et de le faire introduire dans les programmes de toutes les écoles et organisations. Ce serait vraiment de la plus haute importance pour le monde et surtout très utile pour une bonne compréhension entre les peuples qui sont très divisés à cause de la diversité des langues. »
Eleonor Roosevelt était la femme de l'ancien président des États-Unis Franklin D. Roosevelt et à l'époque de cette correspondance épistolaire, elle était présidente du Comité des droits de l'homme de l'ONU. Ceci a peut-être contribué à préparer le terrain aux recommandations de l'UNESCO en faveur de l'espéranto proclamées en 1954 et 1985.

## Historique de SEL
À la suite du premier camp scout en 1907 ont commencé à apparaître partout dans le monde des groupes locaux de scouts. Pour permettre aux scouts de vraiment pouvoir faire l'expérience de la fraternité internationale, Alexander William Thompson, un chef de troupe britannique, en 1918, eut l'idée sur un champ de bataille français de fonder une organisation espérantophone mondiale du scoutisme pour favoriser l'amitié internationale et l'échange de services. 
Afin de remédier aux problèmes linguistiques, il recommanda l'espéranto comme moyen de communication internationale. Il s'ensuivit la même année la fondation de la ligue des scouts espérantophones qui fut la première organisation scoute internationale. Nous ne savons pas grand-chose sur ce que pensait Baden-Powell de l'espéranto (voir plus haut), mais l'idée d'une organisation scoute internationale lui a plu ; deux ans plus tard, en 1920, le bureau mondial du scoutisme fut fondé, sans que jamais on y utilise l'espéranto, sans doute car Baden-Powell lui-même ne parlait pas la langue.
A. W. Thompson devint président et son frère K. Graham Thompson le secrétaire d'honneur de la ligue des scouts espérantophones. Par la suite, Norman Booth, un autre chef de troupe britannique devint secrétaire général d'honneur et travailla d'arrache-pied avec le trésorier de l'association D. H. David pour organiser SEL.
L'association organisa des camps scouts internationaux pour atteindre ses buts et éprouver l'utilisation de l'espéranto dans le scoutisme. En 1922 aux Pays-Bas, en 1923 en Belgique, en 1924 au Danemark, en 1925 en Espagne, en 1926 en Tchécoslovaquie (il y eut même des émissions de radio à Prague au sujet du scoutisme en espéranto), en 1927 en Espagne, en 1928 en Belgique, en 1929 à un jamboree au Royaume-Uni, en 1930 aux Pays-Bas (camp auquel participa un des membres de SEL, Harold Wilson, qui allait devenir premier ministre britannique de 1964 à 1970 et de 1974 à 1976). Presque 100 scouts espérantophones venus de 18 pays dont l'Inde et le Japon ont participé au jamboree de 1929 à Birkenhead. 
À partir de 1929, on put noter l'implication importante du représentant hongrois Pál Balkányi. En 1931, le camp de SEL est officiellement invité à se passer en Hongrie par l'association scoute hongroise qui fut la première à reconnaître officiellement SEL en même temps que la ligue des scouts de Belgique, suivie par l'association scoute de Lettonie et celle des scouts catholiques de Slovaquie. À Budapest, dans la propriété scoute qui a accueilli ce camp, on peut d'ailleurs toujours voir un petit monument en marbre à la mémoire de ce camp de SEL. En 1931 également, le premier club scout d'espéranto nommé « Le club de saint Patrick » fut fondé en Irlande. En septembre 1932, le journal The catholic Scout (le Scout catholique) commença à publier une série de leçons d'espéranto. Le même mois, beaucoup de Guides se mirent à étudier l'espéranto et fondèrent la « section des guides espérantophones ». En octobre 1932, ce sont les scouts irlandais qui ont commencé à apprendre l'espéranto et ils fondèrent le deuxième club scout d'espéranto en novembre de la même année, le club de saint Augustin. En 1933, The catholic scout commença à imprimer des articles en espéranto et la même année, l'administration irlandaise scoute annonça que l'espéranto est reconnu comme une des langues pour lesquelles on pouvait recevoir le label d'interprète. À cette époque, un jeune espérantophone enthousiaste, Sean Mullarney, fut nommé officiellement chargé des affaires espérantistes et il aida beaucoup le mouvement scout espérantophone.
Le jamboree de 1933 (du 1er au 15 août) à Gödöllő à côté de Budapest, montra des avancées importantes. Pour la première fois l'espéranto fut adopté comme troisième langue et il apparut officiellement dans le programme du jamborée, dans les livres de poche, dans les journaux scouts quotidiens et sur quelques cartes du lieu où étaient mentionnés les lieux de réunion pour les scouts espérantophones.
À la réunion de SEL de ce jamborée, 170 scouts étaient présents et en tout, on a compté pas moins de 200 scouts espérantophones venant de 24 pays, soit 1 % de l'effectif total du jamboree. Pour certaines nationalités (Tchécoslovaquie, France, Norvège, Japon, Portugal, Espagne, Trinidade), le pourcentage d'espérantophones était supérieur à 10 %. Presque tous les jours, il y avait à la radio des salutations en espéranto ou des messages concernant l'espéranto et le 10 août, le représentant norvégien de SEL parla 5 minutes en espéranto à la radio. Trois fois dans le programme des grandes veillées, parfois dans le programme théâtral, il y eut des chansons en espéranto.
En 1934, le centre scout catholique slovaque accueillit le 22e camp de SEL à Banská Bystrica en Slovaquie. Le camp eut lieu en même temps qu'un camp slovaque entre le 16 et le 31 juillet. En tout, des scouts issus de 9 nations différentes y participèrent. 
Bien que les participants du 4e Jamboree de Gödölö (Hongrie, 1933) aient décidé d’adopter l’espéranto comme troisième langue, des entraves à sa progression apparurent de 1934 à 1957 dans les instances dirigeantes du mouvement scout. L’Office mondial du scoutisme invoquait pour motif que l’espéranto était “sans grande valeur”. Cette décision ne fut annulée qu’en 1964 quand le comité international scout déclara à sa réunion à Luxembourg :
« L'espéranto a avec succès prouvé son utilité dans beaucoup de milieux et de domaines, et quelques associations nationales ont déjà autorisé l'obtention du label d'interprète pour sa connaissance ».
C’est finalement sur le sol anglophone, lors d’un jamborée qui se tint au Royaume-Uni en 1968, que l’espéranto fut accueilli comme langue à part entière, sans problèmes.
En 2006, la fondation Zamenhof, intitulée à l'initiateur de l'Espéranto, décerna la médaille de la tolérance au mouvement scout mondial. La médaille fut remise en juillet par le président de l'Association mondiale d'espéranto au secrétaire général de l'OMMS Eduardo Missoni lors du Rovereway, un rassemblement européen de routiers (scouts âgés entre 16 et 20 ans) à Loppiano, près de Florence, à la présence du secrétaire général de la SEL, Guido Ricci.
SEL a aussi publié un certain nombre d'ouvrages dont ces trois :
- 1969: Ĵamborea Lingvo, un livre scout d'apprentissage de l'espéranto, écrit par J. Ko Hammer avec l'aide de J. Le Couteur et d'autres. Le livre écrit en espéranto permet aux scouts d'apprendre la langue sans passer par leur langue maternelle.
- 1974: Skolta kaj Tenduma Terminaro écrit par J. Ko Hammer. Un dictionnaire des termes scouts et des termes utiles en camp.
- 1975: Pli Vastaj Horizontoj, un manuel sur le scoutisme international, coécrit par une quarantaine de membres de SEL.

## Skolta Esperanto-Ligo
La ligue des scouts et guides espérantophones est l'union internationale des scouts et guides qui parlent espéranto. C'est une association neutre à tous les points de vue. Les membres de SEL viennent des 4 coins du monde et on trouve des représentants et des sections de la ligue dans de nombreux pays. L'association édite régulièrement une revue en espéranto La skolta mondo. SEL cherche à promouvoir la correspondance en espéranto entre scouts, organise des réunions et camps internationaux ou participe à des points du programme de jamborées.
Les buts de l'association sont :
- Faire connaître les idéaux scouts par l'espéranto,
- Diffuser l'espéranto auprès des scouts de tous les pays,
- Favoriser l'apparition d'une littérature scoute en espéranto,
- Renforcer les sentiments de fraternité, communs aux deux mouvements, entre les jeunes issus des diverses nations.

- En 2004, le comité central organisateur du JOTI, le jamborée par Internet qui a lieu tous les ans pendant la troisième semaine d'octobre, a accepté l'espéranto comme une des langues de son site internet.

- En 2005, SEL a tenu un stand au 12e jamboree panaméricain qui a eu lieu à San Rafael en Argentine.

- En juillet 2007 a eu lieu à côté de Białystok, en Pologne, un camp où l'espéranto a été la langue officielle, à côté de l'anglais et du polonais. Ce camp a été organisé par l'association scoute polonaise.

- Pendant le jamborée mondial du centenaire en 2007, SEL a tenu un stand sur l'espéranto, pour faire connaître la langue aux participants.